# Grundschule „Louis Fürnberg“
Die Staatliche Grundschule „Louis Fürnberg“ ist eine öffentliche Schule in der Bodelschwinghstraße 78 in der Parkvorstadt von Weimar in Thüringen mit etwa 280 Schülern. Sie ist nach dem tschechischen Dichter Louis Fürnberg benannt.

## Geschichte und Beschreibung
Als erster Schulneubau in Weimar nach dem Ende des Zweiten Weltkriegs wurde die Schule auf einem großen Gelände oberhalb des Ilmparks errichtet. Zahlreiche Eltern und Schüler beteiligten sich mit Arbeitseinsätzen an den Bauarbeiten. Im Jahr 1957 wurde der Grundstein gelegt, am 24. Mai 1959, an dem Louis Fürnberg 50 Jahre alt geworden wäre, fand die Namensgebung statt, nach den Winterferien 1959 begann der Unterricht für vier Unterstufenklassen und am 1. September 1959 wurde die Schule als „Louis-Fürnberg-Oberschule“ offiziell eröffnet. Damals wurden etwa 650 Schüler der Klassen 1 bis 9 an der Schule unterrichtet. Erster Schulleiter war Karl-Heinz Creutzburg. Für die 18 Klassen standen 20 Lehrkräfte zur Verfügung. Im Schulhaus herrschte Hausschuhpflicht.
Die Schule, als Modell für zukünftige weitere Schulbauten projektiert, war für die damalige Zeit großzügig ausgestattet. Eine Studie von Walter Nitsch aus dem Jahr 1956, die eine 20-Klassen-Schule vorsah, hatte dem Architekten Bruno Weschke als Grundlage für den Entwurf des verputzten Ziegelbaus gedient.
An der Nordseite des dreigeschossigen Klassentrakts liegt der Haupteingang der Schule, der in eine großzügige Eingangshalle führt. Dort befinden sich die Zugänge zum Lehrer- und Direktorenzimmer sowie zum Sekretariat. Eine Nachbildung des Fürnbergdenkmals im Park in verkleinertem Maßstab steht vor einer Wand, die mit poliertem Muschelkalk verkleidet ist.
Der Klassentrakt wurde parallel zur Straße, aber in großzügigem Abstand von dieser errichtet. Die großflächigen Fenster wurden gegliedert; für die Hauptfensterflächen war keine Öffnungsmöglichkeit vorgesehen. Zum Lüften konnte ein kleiner Seitenflügel geöffnet und der untere Teil der Fenster gekippt werden. Auf jedem Flur wurde ein Trinkbrunnen zur Verfügung gestellt.
Von vornherein waren großzügige Fachräume eingeplant, außerdem eine Aula mit Bühne im Obergeschoss und ein Arztzimmer, in dem vor allem die dentalen Vorsorgeuntersuchungen durchgeführt wurden. Vom Hauptkorpus des Gebäudes führen zwei Nordflügel zur Turnhalle und zur Hausmeisterwohnung.
Der Pausenhof hinter der Schule wurde gepflastert. Auf dem Gelände hinter der Schule wurden außerdem ein Schulgarten und die Freiluft-Sportanlagen untergebracht.
Louis Fürnberg hatte kurz vor seinem Tod den Nationalpreis und 1969 postum den Kunstpreis der Stadt Weimar erhalten. Seine Witwe spendete einen großen Teil des Preisgeldes der Schule, die nach ihrem Mann benannt worden war, für den Ankauf von Lehrmitteln wie Instrumenten und Büchern. Sie empfing auch gerne Schulklassen, um sie mit dem Werk Fürnbergs vertraut zu machen.
1989 wurde anlässlich des 30. Jahrestags der Schulgründung und des 80. Geburtstags Louis Fürnbergs eine Festwoche veranstaltet.
Nach der Wende sollte die Schule umbenannt werden, doch Proteste von Schülern, Eltern und Lehrern verhinderten dies. Das Namensschild über dem Eingang wurde allerdings entfernt, der Name der Schule findet sich aber in dem Schriftzug „Louis-Fürnberg-Grundschule“ an einer Wand der Eingangshalle.
1991/92 wurde die Schule umstrukturiert. Die unteren vier Klassen gehörten nun der Louis-Fürnberg-Grundschule an, die höheren Klassen wurden der Parkschule zugeordnet.
1997 wurde der Förderverein der Schule gegründet.
Eine Zeit lang wurden in dieser Schule sowohl Grundschüler als auch Schüler der Parkregelschule unterrichtet. Seit dem Schuljahr 2006/07 wird das Schulgebäude ausschließlich als Grundschule genutzt.